# Raddrizzatore

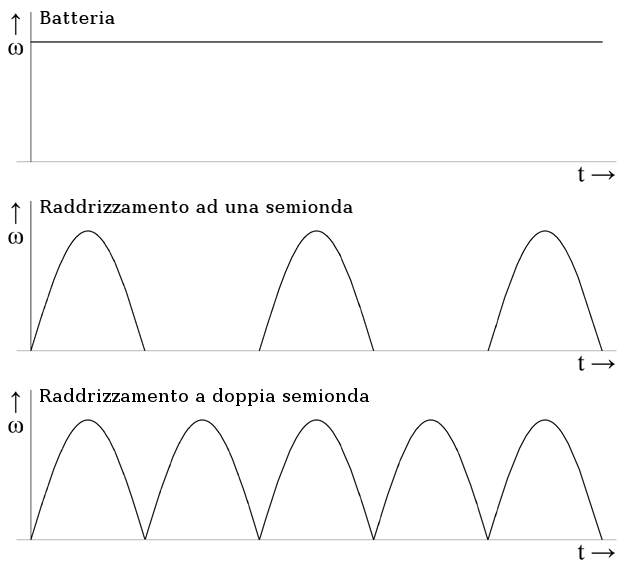
In alto, corrente continua; al centro, unidirezionale pulsante perché raddrizzata a una semionda; in basso, raddrizzata a doppia semionda

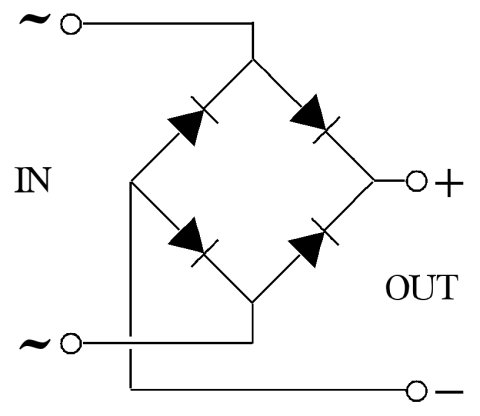
Schema di ponte raddrizzatore a ponte di Graetz realizzato con diodi a semiconduttore.

Il raddrizzatore è un dispositivo che serve a trasformare un segnale elettrico alternato in uno unidirezionale (sempre positivo o sempre negativo). Tale operazione si chiama raddrizzamento.
Il suo funzionamento si basa su quello del diodo, per la sua prerogativa di conduzione fortemente dissimmetrica: nei circuiti alimentati a tensione alternata consente il passaggio della corrente dall'anodo verso il catodo con una caduta di tensione esigua, mentre blocca il passaggio della corrente in senso inverso. Pertanto, con buona approssimazione, si può considerare il diodo una resistenza pressoché nulla nel primo caso e una enorme nel secondo.
Il raddrizzatore è infatti costituito nel caso più semplice da un diodo e in generale da una opportuna combinazione di diodi.
In elettronica ed elettrotecnica trova applicazione pratica come trasformatore di forma d'onda: è infatti usato per trasformare la corrente elettrica da alternata in continua.
Il circuito con 4 diodi, schematizzato a lato, viene chiamato anche ponte raddrizzatore perché uno dei primi circuiti di raddrizzamento della corrente alternata fu il ponte di Graetz, dal nome del fisico tedesco Leo Graetz, che lo sviluppò a fine XIX secolo.

## Interpretazione del funzionamento
L'interpretazione del funzionamento è il seguente: in corrispondenza della semionda positiva della tensione applicata il diodo funziona come un circuito chiuso, ovvero la polarizzazione è diretta e la caduta di tensione ai suoi capi risulta trascurabile e praticamente indipendente dalla corrente che lo percorre {\displaystyle u_{AK}=0}. La tensione ai capi del carico risulta pertanto di valore pari a quello della tensione applicata.
{\displaystyle u_{u}=u_{i}-u_{AK}}
ma essendo {\displaystyle u_{AK}=0}, si avrà pertanto un {\displaystyle u_{u}=u_{i}}. La resistenza viene interessata da una corrente variabile, legata alla forma della tensione, di valore:
{\displaystyle i={\frac {u_{i}}{R}}}
in corrispondenza della semionda negativa il diodo si comporta come un circuito aperto in quanto risulta essere polarizzato inversamente. Si comporta quindi come una resistenza di valore praticamente infinito, pertanto la corrente che percorre il carico risulta nulla i = 0. Essendo pertanto nulla la caduta di tensione ai capi del carico, {\displaystyle u_{u}=R\cdot i}, la tensione in ingresso risulta completamente applicata ai capi del diodo. Il valor medio della tensione ai capi della resistenza per questo circuito, indicato anche come raddrizzatore ad una semionda, vale:
{\displaystyle U_{um}={\frac {U_{uM}}{\pi }}}

## Raddrizzatore a singola semionda

Circuito con raddrizzatore a singola semionda

Il segnale d'ingresso, sinusoidale, viene applicato ad un diodo in serie alla resistenza di carico. Se il catodo è rivolto verso il carico, il diodo consente il passaggio delle sole semionde positive, lasciando a zero il valore della tensione in corrispondenza delle semionde negative.

## Raddrizzatore a doppia semionda

Circuito con raddrizzatore a doppia semionda con trasformatore a presa centrale

Utilizzando un trasformatore con il secondario dotato di una presa a metà avvolgimento o anche detto trasformatore a presa centrale, è possibile ottenere due tensioni sfasate di 180º, che possono essere singolarmente raddrizzate per mezzo di due diodi.
La tensione totale del secondario del trasformatore deve essere doppia rispetto a quella necessaria per il raddrizzamento a una semionda.

## Ponte di Graetz

Circuito con raddrizzatore a ponte di Graetz

Adottando quattro diodi disposti in configurazione a ponte di Graetz (da Leo Graetz) è possibile ottenere un segnale che è la somma di una semionda positiva più la semionda negativa capovolta (doppia semionda). Questa soluzione, molto usata negli alimentatori, rende molto più semplice il successivo filtraggio e livellamento della tensione fino a ottenere una corrente continua, non richiedendo per altro un trasformatore con doppio avvolgimento a presa centrale.
Principale svantaggio di questo metodo è di avere una caduta di tensione pari a quella di due diodi in serie, quindi di circa 1,4 volt.
Nel raddrizzare con tensioni molto piccole si ha quindi una perdita e una distorsione eccessiva.
Una configurazione simile costituita da sei diodi permette di raddrizzare una tensione trifase impiegando tutte e tre le fasi (anche più di tre in un sistema polifase, usando un numero opportuno di diodi).

## Rendimento energetico
Ciascun diodo, quando è attraversato da corrente, presenta una caduta di potenziale ai suoi capi relativamente costante.
Per i diodi al silicio questo valore è intorno a 0,7 volt. La potenza dissipata da ciascun diodo è data dalla tensione presente ai suoi capi per la corrente che lo attraversa.
Poiché in un ponte raddrizzatore, durante ogni semionda, conducono due diodi, la potenza totale dissipata è pari al doppio di quella dissipata da un singolo diodo.
Esempio: supponendo una caduta di 1 V, con una corrente efficace di 10 A, ciascun diodo dissipa 10 W.
Poiché due diodi conducono in ogni istante, la potenza totale continua dissipata è di 20 W, che vanno sottratti alla potenza in entrata per ottenere il valore di potenza erogata in uscita. Si intuisce inoltre che i dispositivi raddrizzatori devono essere generalmente raffreddati per mezzo di alette metalliche ed eventualmente ventilatori, a meno che le correnti non siano limitate a pochi ampere. Nei più grandi apparati di raddrizzamento il raffreddamento è spesso svolto da un circuito idraulico.

## Ingegnerizzazione

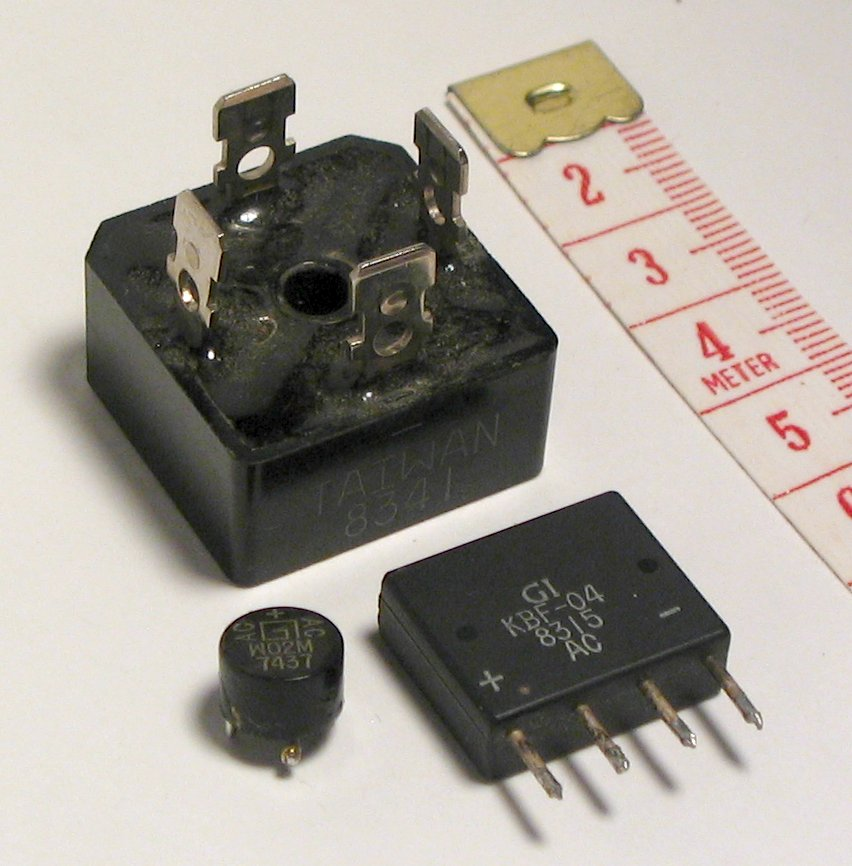
Ponti raddrizzatori usati in elettronica

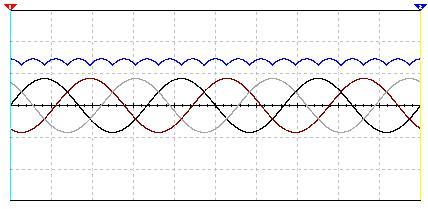
Sistema di correnti trifase (nero, marrone e grigio) più un segnale raddrizzato da un ponte trifase (blu).

Schema di raddrizzatore per sistema trifase

Un ponte raddrizzatore può essere realizzato collegando opportunamente diodi semplici, ma esiste in commercio una grande varietà di dispositivi integrati pronti all'uso. La soluzione a diodi singoli è particolarmente indicata per correnti elevate, poiché facilita lo smaltimento del calore.
Il raddrizzatore può ricevere la corrente alternata da un trasformatore riduttore o direttamente dalla rete elettrica.
Il segnale pulsante in uscita da un raddrizzatore può essere considerato come la sovrapposizione di una componente pulsante e una componente continua che ne trasla il valore medio. Per questo, per livellare la corrente continua prodotta, si pone all'uscita del raddrizzatore un circuito RC passa basso, che ha lo scopo di limitare la componente pulsante.
Spesso la resistenza non è aggiunta, ma costituita dalle resistenze interne dei conduttori, dei diodi e del condensatore.
Per avere un'idea di massima della tensione livellata si usa la formula:
{\displaystyle {V_{o}}=V_{\text{eff}}\cdot {\sqrt {2}}}
dove Veff è la tensione efficace in entrata al raddrizzatore.
Per esempio, da una tensione alternata di valore efficace di 12 V, che sarebbe il 70% del valore di picco pari a 17 V, che è destinato a scendere con l'applicazione di un carico e a cui vanno sottratte le cadute di tensione date dai diodi in conduzione, circa 1,5-2 V in totale.
Sia nel caso di raddrizzatori a una semionda sia a due semionde, i parametri da considerare per la scelta del dispositivo sono:
- Tensione massima nominale: ciascun diodo deve sopportare senza guastarsi una tensione inversa pari alla tensione di picco. Comunemente sono usati diodi con tensioni di breakdown di oltre 1 kV.
- Corrente massima nominale: questo parametro è funzione della potenza del dispositivo usato. Si tratta della corrente sopportata con continuità supponendo che il dispositivo sia correttamente raffreddato. Sono possibili momentanee sovracorrenti, per esempio all'accensione durante la carica dei condensatori.

## Raddrizzatore di precisione o superdiodo

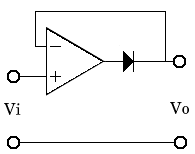

Qualora il segnale da raddrizzare abbia una tensione molto bassa, la caduta di tensione del diodo non è trascurabile. Poiché la conduzione ha inizio solamente dopo il superamento del valore di soglia, segnali inferiori vengono del tutto soppressi. Anche oltre la soglia, la caduta di tensione è sottratta al segnale.
Per ovviare a questo inconveniente, negli strumenti di misura e altri dispositivi dove sia richiesta una rettificazione precisa del segnale, si usano diodi inseriti nel circuito di retroazione di un amplificatore operazionale (figura a lato).
In questo circuito l'amplificatore lavora come inseguitore, portando il valore di Vo allo stesso valore di Vi.
Perché questa condizione si verifichi occorre che:
{\displaystyle V_{i}>={\frac {V_{d}}{G}}}
dove Vd è la caduta di tensione sul diodo e G è il guadagno dell'amplificatore operazionale.
Poiché solitamente G è nell'ordine delle centinaia di migliaia o milioni, la tensione di soglia è ridotta di un equivalente fattore rispetto alla tensione di caduta e quindi l'errore è dato principalmente dagli errori dell'amplificatore operazionale, in particolare causato da sbilanciamento della tensione d'ingresso, dalla velocità e dalla corrente d'ingresso del terminale invertente.

## Tecnologie di raddrizzatori

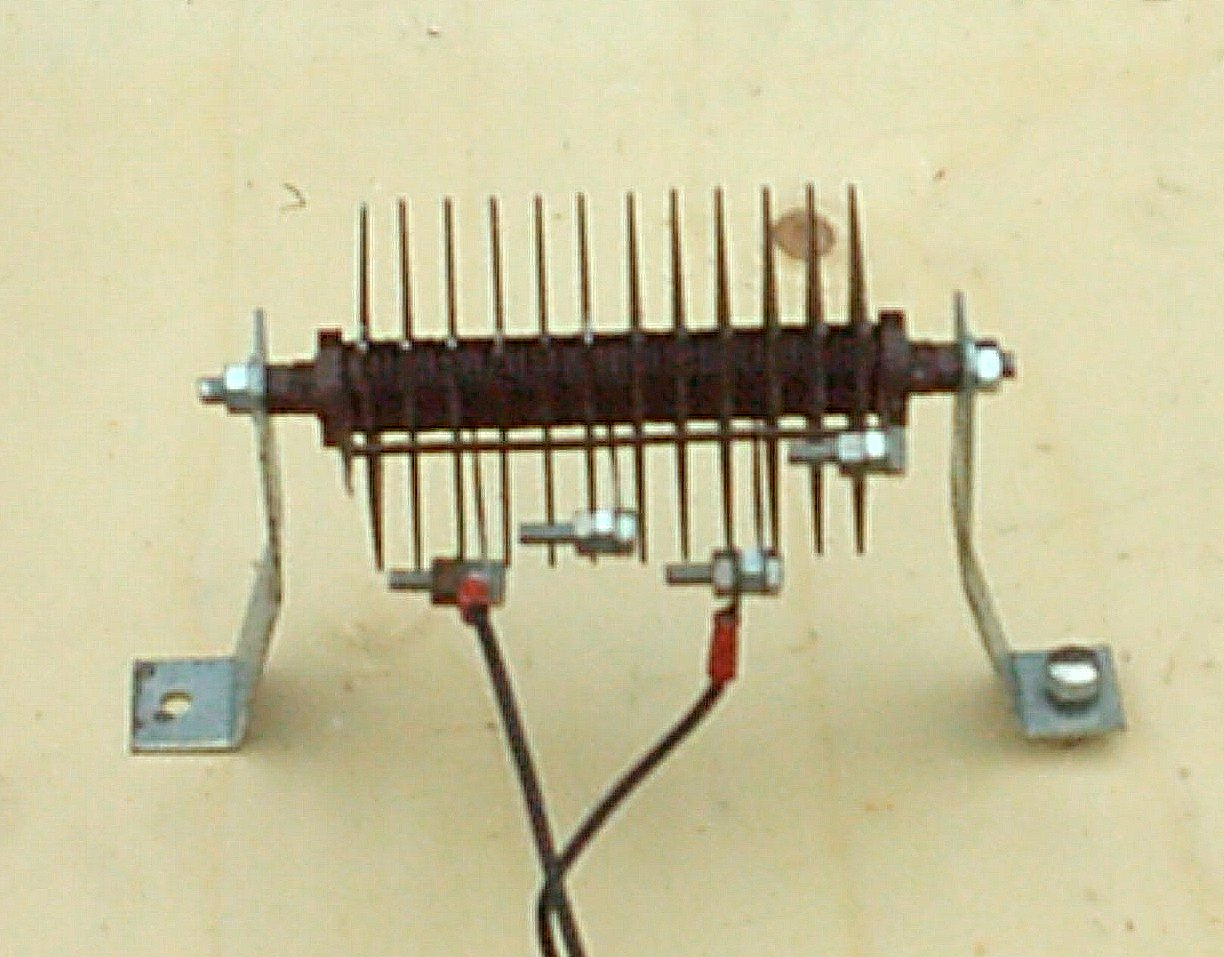
Raddrizzatore all'ossido di rame e selenio. Ciascuna lamella equivale a un diodo.

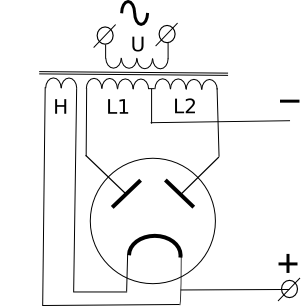
Raddrizzatore con tubo a vuoto a riscaldamento diretto.

L'evoluzione della tecnica ha determinato l'impiego di diversi tipi di raddrizzatori. Tutti i dispositivi inventati si basano su un fenomeno fisico che consente il passaggio degli elettroni in una sola direzione.
Le principali soluzioni sono qui indicate in ordine cronologico:
- Convertitore rotante (a volte chiamato dynamotor): è un motore in corrente alternata accoppiato a un generatore in corrente continua. È potenzialmente reversibile.
- Convertitore a contatti: è composto da un motore sincrono alla frequenza di alimentazione che aziona un complesso di contatti, i quali - opportunamente progettati - trasferiscono sezioni della corrente alternata in ingresso in modo da produrre una corrente unidirezionale in uscita. Il dispositivo può essere modificato in modo da essere reversibile, convertendo una corrente continua in una alternata.
- Diodo a vuoto: è una valvola termoionica in cui il catodo emette elettroni che vengono assorbiti dall'anodo determinando il flusso di corrente. Poiché l'anodo è freddo non può emettere elettroni in senso inverso.
- Raddrizzatore al mercurio e ignitron: si tratta di particolari valvole a catodo freddo in cui si sfrutta l'arco elettrico prodotto in un vapore di mercurio, che consente il passaggio di corrente in una direzione. L'impiego di questo dispositivo era molto utilizzato nel raddrizzamento della tensione destinata al trasporto ferroviario, dove il diodo a vuoto non era in grado di operare.
- Elettrolitico: sfrutta la polarizzazione di una cella elettrochimica.
- All'ossido di rame e selenio: gli ossidi metallici accoppiati a metalli hanno la caratteristica di comportarsi come diodi. Diverse lamine di selenio ossidato da un lato e rame erano impilate a costituire un collegamento in serie.
- A cristallo: se su particolari cristalli, in particolare la galena, viene premuta una punta metallica si realizza un diodo come conseguenza del potere disperdente delle punte. Questo effetto era impiegato (ed è ancora utilizzato a scopo didattico) in alcune vecchie radio.
- A semiconduttore: è la tecnologia attualmente dominante, inizialmente basata sul germanio, ora sul silicio, impiegato per realizzare diodi e tiristori. È costituito dalla giunzione di due parti di semiconduttore drogate con impurità in modo opposto (giunzione p-n).
- Diodo Schottky: è simile al diodo a semiconduttore, con la differenza che una delle due parti è costituita da un metallo, realizzando una giunzione metallo-semiconduttore. È un discendente, per principio di funzionamento, del raddrizzatore a cristallo.
- Al carburo di silicio (SiC), una nuova tecnologia che permette la realizzazione di diodi rettificatori privi del recupero inverso. Questa caratteristica è fondamentale nelle applicazioni di potenza ad alta frequenza e velocità di commutazione e in amplificatori audio HiFi per ridurre il rumore di rettificazione introdotto nel circuito.